# Thomas de Beauchamp, 12. Earl of Warwick

Wappen von Thomas de Beauchamp

Thomas de Beauchamp, 12. Earl of Warwick KG (* 16. März 1338/1339; † 8. April 1401 in Warwick) war ein englischer Adliger und einer der wichtigsten Gegner von Richard II.

## Abstammung
Er war der Sohn von Thomas de Beauchamp, 11. Earl of Warwick und von dessen Frau Katherine Mortimer, einer Tochter von Roger Mortimer, 1. Earl of March. Er folgte seinem Vater als Earl of Warwick 1369 nach.

## Im Dienste des Königs
Thomas de Beauchamp begleitete John of Gaunt, 1. Duke of Lancaster bei seinem Frankreichfeldzug 1373 und wurde zu dieser Zeit in den Hosenbandorden aufgenommen. In den Parlamenten von 1376 und 1377 wurde ihm und anderen aufgetragen, die Reformen von König Richard II. zu überwachen. Als diese nicht so erfolgreich wie erhofft waren, wurde Beauchamp zum Governor des Königs bestellt. Für Richards Schottlandfeldzug im Jahre 1385 stellte er ein großes Kontingent Soldaten und Bogenschützen.

## Konflikt mit RichardII.
1387 wurde er zu einem der Lords Appellant erhoben, deren Bestreben es war, den König de facto zu entmachten. Als Richard die Macht wieder an sich reißen konnte, zog sich Beauchamp auf seine Ländereien zurück, wurde aber 1397 des Hochverrats angeklagt, wahrscheinlich im Zuge der angeblichen Verschwörung von Richard FitzAlan, 11. Earl of Arundel. Er wurde im Tower of London festgesetzt; er bekannte sich schuldig und lieferte sich der Gnade des Königs aus. Seine Länder und Titel wurden als verfallen erklärt und er wurde zu lebenslanger Inhaftierung auf der Isle of Man verurteilt. Im folgenden Jahr wurde er jedoch in den Tower zurückgeholt, wo er bis in den August 1399 blieb und nach den ersten Siegen Henry Bolingbrokes freikam.

## Wiedererstarken
Nachdem Bolingbroke Richard als König abgelöst hatte, bekam Beauchamp seine Ländereien zurück und wurde in seine alten Titel wieder eingesetzt. Er gehörte zu denjenigen, die bei Heinrich IV. für die Ermordung Richards intervenierten, und er begleitete den neuen König bei der Niederschlagung des Aufstandes von 1400.

## Tod und Nachfolge

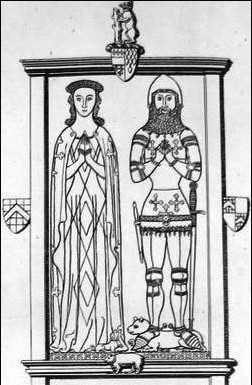
Zeichnung der Grabplatte

Beauchamp starb 1401. Er war mit Margaret (geborene Ferrers, † 6. Januar 1406,), Tochter von Lord William Ferrers, verheiratet, mit der er einen Sohn Richard Beauchamp, 13. Earl of Warwick hatte, der im Alter von 20 Jahren seine Titel erbte und ihm nachfolgte. Beauchamp wurde 1401 in der St. Mary’s Church in Warwick beigesetzt. Eine Gedenkplatte, die die Bildnisse des Earls und der Gräfin unter einem doppelten Baldachin mit einer Randinschrift zeigen, wurde 1694 beim großen Brand stark beschädigt. Die Platte wurde an der Wand des südlichen Querschiffs der Kirche angebracht. Sie zeigt den Earl in einer prunkvollen Rüstung mit Kettenhemd und seinen Waffen. Neben ihm Lady Margaret in einem langen Gewand und einem Umhang. Die lateinische Inschrift lautet:
 Hier ist eindeutig der 8. April 1401 als Todestag angegeben.